# Give Me All Your Luvin'
«Give Me All Your Luvin'» es una canción interpretada por la cantante estadounidense Madonna, con la colaboración de las raperas Nicki Minaj y M.I.A. La compañía discográfica Interscope Records la publicó oficialmente el 3 de febrero de 2012 como el primer sencillo de su duodécimo álbum de estudio, MDNA. Es su primer lanzamiento musical luego de firmar el contrato con Live Nation Entertainment, quien distribuyó su nuevo material en asociación con Interscope Records. Una versión demo bajo el título de «Give Me All Your Love» fue filtrada en Internet el 8 de noviembre de 2011.

## Antecedentes
En diciembre de 2010, Madonna publicó un mensaje en su perfil de Facebook que pedía colaboradores para hacer música bailable. Madonna dijo que quería trabajar con M.I.A. y Nicki Minaj en la pista, ya que a ella le gustaba su música y lo que representaban y que admiraba a ambas. M.I.A. consideró que la colaboración fue un logro del cual su madre estaría orgullosa, «forma [más] que poner "Galang" en un club». M.I.A. dijo a BCC Radio 1 Dj Zane Lowe que evalúa a Madonna como una artista original y que un espectáculo conjunto sería algo digno de ver.
El 8 de noviembre de 2011, dos fragmentos del demo se filtraron en Internet. Más tarde ese día, todo el demo de la canción, se filtró bajo le nombre de «Give Me All Your Love». De acuerdo con Billboard, antes de que pasara un día, estaba entre las 10 canciones preferidas en Twitter. Después del lanzamiento del demo, el representante de Madonna, Guy Oseary, escribió en Twitter que se alegraba de la recepción, pero no de que se hubiera filtrado la canción y pidió al público que ayudara a detener filtraciones. No obstante el demo que fue filtrado no tenía las voces de Minaj y M.I.A. M.I.A. confirmó la colaboración del trío en un tuit diciendo que había sido convocada a la ciudad de Nueva York el 29 de noviembre de 2011.

## Vídeo musical

### Antecedentes
El 7 de diciembre de 2011, Nicki Minaj tuiteó que estaba en el set de grabación con Madonna filmando el vídeo de «Give Me All Your Luvin'». Dirigido por el equipo MegaForce —integrado por Léo Berna, Charles Brisgand, Rafael Rodríguez y Clément Gallet—, el vídeo tiene como tema el fútbol americano y las porristas, inspirado por su entonces próximo espectáculo de medio tiempo del Super Bowl XLVI. Madonna dejó ver un adelanto en American Idol el 2 de febrero de 2012. El vídeo completo de «Give Me All Your Luvin'» se estrenó en el canal oficial de YouTube de Madonna, el 3 de febrero de 2012.

### Trama
El vídeo comienza con un mensaje sobre la riqueza y el amor en una pared de ladrillo. Después se puede ver a M.I.A. y Minaj como unas porristas mientras cantan la letra de apertura en un barrio residencial junto a otras porristas con máscaras anime. Madonna canta el primer verso mientras sale de una casa con un cochecito de bebé y lleva una chaqueta y gafas de sol de trincheras, los cuales pronto se quita. Más tarde emergen jugadores de fútbol que protegen a Madonna de los obstáculos, las gotas de agua de oro y destruyen un coche que se interpone en su camino. A lo largo del vídeo, Madonna se puede ver bailando y cantando delante de una pared de ladrillo, y en una escena que sostiene una muñeca y la amamanta.
Durante el segundo verso, Madonna camina por la ciudad con M.I.A. y Minaj, seguido de porristas y jugadores de fútbol. Ella camina por una calle de la ciudad, mientras los jugadores son derribados por un tirador invisible que abre el fuego desde un vehículo en marcha. Ella sube una pirámide de jugadores de fútbol, y es finalmente llevada a un club con M.I.A. y Minaj, que cantan sus partes en una habitación llena de otras porristas y jugadores de fútbol. Madonna se cae del edificio, pero dos jugadores llegan y la capturan. Ella hace su camino a una plaza de la ciudad, y luego se pone a bailar con sus animadora , ya que golpean cabezas de los jugadores de fútbol con bates de béisbol, mostrando un espectáculo de fuegos artificiales culminante. Madonna agarra una de las cabezas y muestra con orgullo a un público animando. El vídeo termina con Madonna delante de una pared de ladrillo, riendo y tirando la muñeca, con la palabra «Touchdown!» aparece frente a un telón de fondo de color rosa.

### Recibimiento
El vídeo de la canción contó con un buen recibimiento crítico. La edición en español de la revista People hablo de la trama,, el sitio web Hipersónica le dio una crítica variada diciendo que Madonna es la reina del rock y no Lady Gaga y que en este video hay elementos de sus discos anteriores y también de autoparodia.}} El crítico Pérez Hilton también hizo comentarios positivos.}}
Por su parte, el sitio web Qué! comentó que Madonna parece interesada en probar que es la reina del pop, a pesar de la competencia de otras cantantes. Por su parte la revista estadounidense Rolling Stone describió el argumento del video y lo calificó de divertido. X. Alexander de Idolator reconoció su aprecio por la artista, pero afirmó que parecía un problema que fuera un poco mayor, pero que si algo pudiera criticarse es la poca participación de Nicki Minaj. Por su parte la revista estadounidense Spin comparó al estilo del vídeo con los vídeos de las canciones del décimo primer álbum de estudio de Madonna, Hard Candy. Además comentó qué «su intento de encontrar un puente entre el deporte, el amor y la fama se queda un poco plano. Jocelyn Vena de MTV describió al vídeo como moderno, divertido y surrealista, y casi caricaturesco.

## Recepción de la crítica

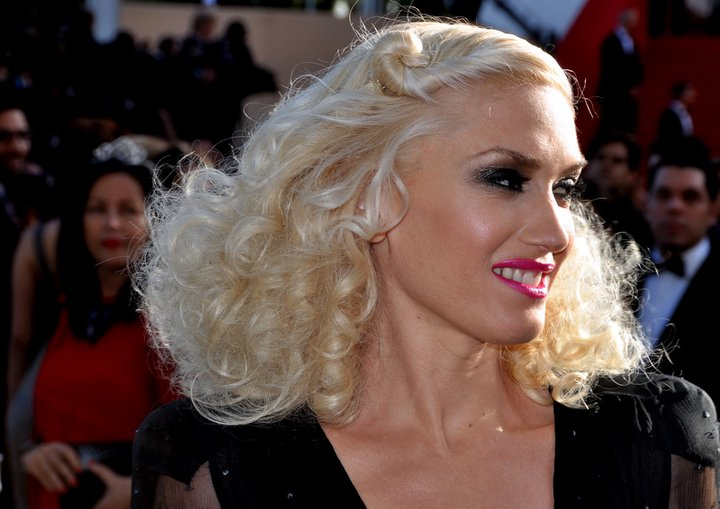
«Give Me All Your Luvin'» recibió comparaciones con las canciones de Gwen Stefani.

En términos generales, «Give Me All Your Luvin'» obtuvo reseñas variadas de los críticos musicales. Jim Farber del New York Daily News consideró que la canción es «un chasquido puro de goma de mascar, más cercano a uno de sus sencillos iniciales como “Burning Up” que cualquier otro de sus hits de club. Sólo el rap que interviene por parte de Nicki Minaj, y menos por M.I.A., nos recuerdan en la década que estamos (...) "Luvin" —refiriéndose a la canción— no es la perfecta canción pop. Es sólo un pizca. Pero es divertida, rebosante de la especie de humor que Madonna siempre puede usar.» Michael Cragg, de The Guardian, escribió: «no es mala. Musicalmente es una bonita alegría de cuatro minutos, con ritmos rebotantes, riffs acústicos y cantos de porristas al estilo de Gwen Stefani, pero hay algo un poco plano sobre la entrega de Madonna. Dando todo el amor que está demandando, uno pensaría que está más emocionada.» Hablando sobre la parte del rap, comentó «Minaj ciertamente lo hace bien, su típico rap frenético en un ejercicio de exprimir cuantas palabras pueda en un espacio de 10 segundos como sea posible, mientras que el de M.I.A. pierde impulso.» Andrew Hampp de Billboard, dio una revisión mixta de la canción, comentando que «Esto equivale a un esfuerzo mediocre de todas las partes, en particular de Madonna, quien no había sonado tan robótica desde su último álbum, Hard Candy.» Sal Cinquemani de Slant dio una crítica mixta de la canción, comentando que la canción es «decididamente insípida» y «pegadiza» pero también comento que «sus poco encantos— sus guitarras a lo surf-pop de los años '60s, y las referencias a sus canciones pasadas— son fugazmente lo mejor». También describió las apariciones de Nicki Minaj y M.I.A. como «adosadas para agregar comerciabilidad». El editor de PopCrush, Cristin Maher fue más positivo sobre la canción, resaltando que su «calidad infecciosa hace que realmente se te pegue en la cabeza» describiéndola como «efervescente». Jody Rosen de Rolling Stone le dio una revisión totalmente negativa, describiendo las letras y la composición como «disparatadas», y también comentó que se sentía disgustado por su «agresividad acobardada y asaltante».

## Premios y nominaciones
| Año  | Ceremonia de premiación | Premio                  | Resultado | Ref.   |
| ---- | ----------------------- | ----------------------- | --------- | ------ |
| 2012 | World Music Awards      | Mejor canción del mundo | Nominado  | [ 31 ] |

## Recepción comercial

### Norteamérica
En los Estados Unidos, «Give Me All Your Luvin'» debutó en el número 10 en el Billboard Hot 100 para la semana que finalizó el 18 de febrero de 2012.  Entró en el Hot Digital Songs en el número siete, vendiendo 115.000 copias digitales plazo de tres días.  La canción se convirtió en la canción número 44 de Madonna en entrar en dicha lista, así como su entrada 56a en el Hot 100 desde 2008 con «Miles Away» que no logró entrar. Con el lanzamiento de «Give Me All Your Luvin'», Madonna ha acumulado el mayor número de sencillos en el Billboard Hot 100 de cualquier artista femenina, solo por detrás de Aretha Franklin. En la segunda semana saltó al puesto diez, dando a Madonna su primer top-ten individual desde 2008 con «4 Minutes». Sin embargo, la semana siguiente cayó hasta el número 39, la mayor caída de la semana. La semana siguiente cayó al 58 siendo el sencillo que más rápido cae en esta lista.
En Canadá, la canción debutó en el número 11 en el Canadian Hot 100 para la fecha de emisión del 10 de febrero de 2012. A la semana siguiente, la canción subió al número uno. La canción también subió 6-1 en la tabla de canciones digitales, con un incremento del 76% de descarga de 24.000 y 33-10 en el Hot 100 Airplay con un incremento de audiencia del 143% a más de 14 millones de impresiones. Se convirtió en el sencillo número 25 de Madonna en obtener la primera posición en Canadá.

### Europa
En el Reino Unido, la canción fue el mayor fracaso de Madonna desde «Miles Away» debido a una proporción significativa de las ventas de descargas está descontada por la Compañía Oficial de Listas de Reino Unido, como resultado de una oferta promocional que permitió a la canción para ser descargado de forma gratuita sin la preventa de MDNA en iTunes. La canción alcanzó el puesto número treinta y siete, dando por resultado su peor desempeño para un primer sencillo. Logró entrar en otros países de Europa, Italia, España, Países Bajos, Suiza y Bélgica.

### Oceanía
La canción debutó en el número veinticinco en la lista de sencillos de Australia, el debut en el segundo más alto de esa semana. Aunque no logrando llegar a la primera posición, se convirtió en el primer sencillo de un álbum en no tener relativo éxito.

## Presentaciones en directo

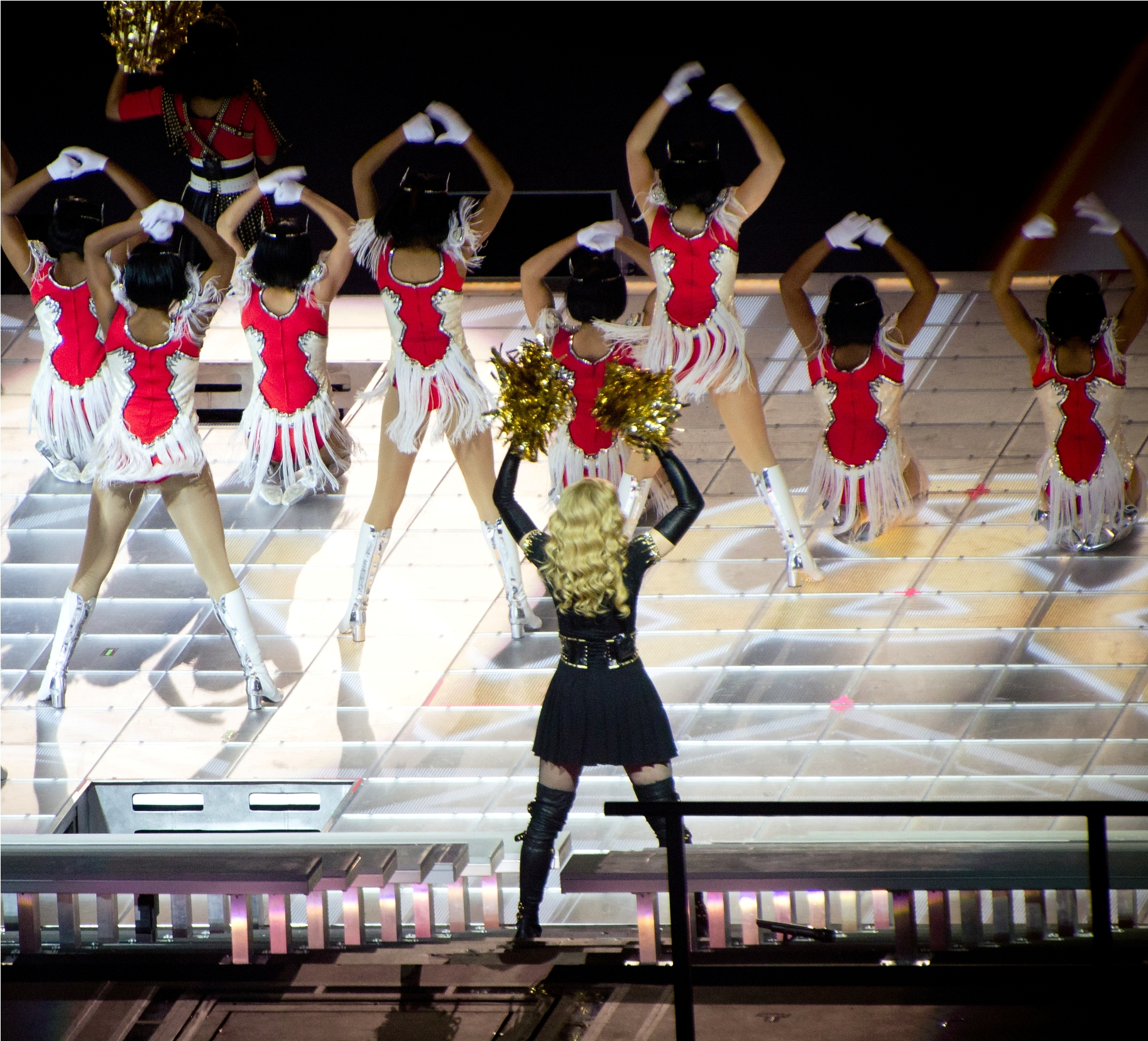
Madonna interpretando «Give Me All Your Luvin'» en el Super Bowl XLVI.

En diciembre de 2011, la NFL anunció que Madonna actuaría en el espectáculo de medio tiempo del Super Bowl XLVI en el Lucas Oil Stadium, Indianápolis, celebrado el 5 de febrero de 2012. Los ensayos para dicha interpretación tomaron más de 320 horas, durante el cual la cantante recibió ayuda en la producción por parte del Cirque Du Soleil y Jamie King.
El personal para el espectáculo incluyó veinte muñecas danzantes, diecisiete bailarines principales, un coro de iglesia con 200 miembros y un drumline conformado por cien percusionistas. Se utilizaron treinta y seis proyectores de imágenes para crear el espectáculo de luces, mientras que la cantante lució 120 pestañas postizas. 150 voluntarios se vistieron como gladiadores —que llevaban ropa interior negra diseñada por Calvin Klein— para cargar un trono de oro de más de 540 kg en el que viajaba Madonna. El vestuario de la intérprete era de color negro con accesorios dorados, además de una capa de oro diseñada por Givenchy, que tardó más de 750 horas en elaborarse. Madonna interpretó un popurrí de sus éxitos pasados que inició con «Vogue», seguido de «Music» (interpretada con LMFAO, junto con extractos de «Party Rock Anthem» y «Sexy and I Know It»), «Give Me All Your Luvin'» (junto con Nicki Minaj y M.I.A. vestidas de animadoras), un interludio de «Open Your Heart»/«Express Yourself» y finalizando con «Like a Prayer» (interpretada con Cee Lo Green).

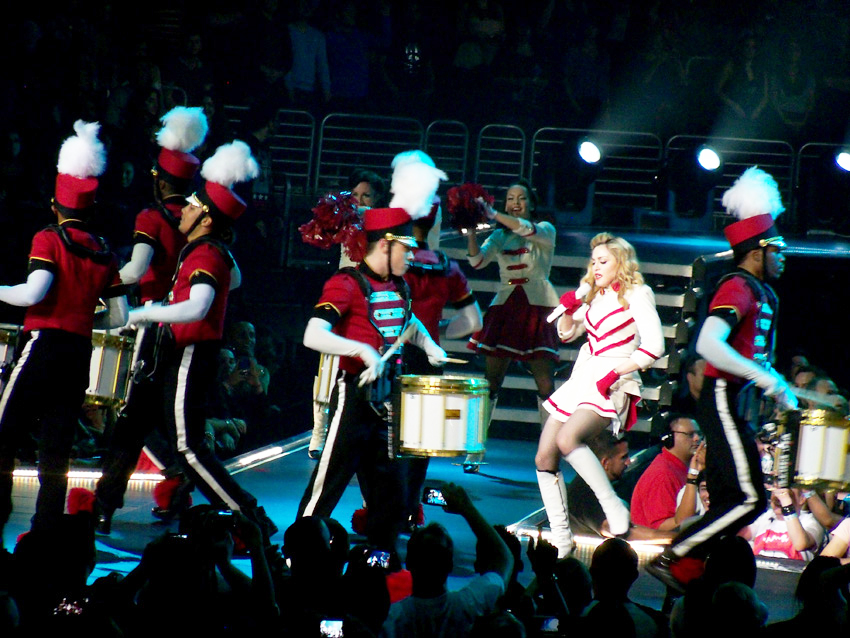
Madonna interpretando el tema durante el MDNA Tour.

El espectáculo generó una amplia atención de los medios de comunicación, después de que M.I.A. extendió el dedo medio a la cámara cerca del final de sus versos, en vez de cantar la palabra «mierda». El incidente provocó que la cadena de televisión NBC y la National Football League ofrecieran una disculpa pública. Pese a esto, la actuación rompió un récord como el espectáculo de medio tiempo del Super Bowl más visto en la historia, ya que registró una audiencia de más 114 millones de espectadores. También estableció un nuevo récord como el trending topic más popular en la red social Twitter, con 10 245 mensajes por segundo, y fue el término más buscado en Google durante el evento. Lilledeshan Bose de la revista OC Weekly y Rolling Stone lo nombraron como el mejor espectáculo de medio tiempo en la historia, mientras que el equipo de redacción de Billboard lo incluyó entre los «10 mejores espectáculos de medio de tiempo del Super Bowl». Finalmente, los lectores de la revista Billboard la escogieron como la mejor presentación en televisión del año.
A su vez, el 7 de febrero de 2012, Madonna anunció su novena gira musical, The MDNA Tour. Inició el 31 de mayo de 2012 en Tel Aviv, Israel y finalizó el 22 de diciembre del mismo año en Córdoba, Argentina. «Give Me All Your Luvin'» fue incluida en el repertorio, siendo así la décima pista interpretada y la segunda del segundo acto. Guillermo Zapiola de El País comentó que ver la interpretación del tema era «más alegre», además elogió su coreografía diciendo qué «sus bailarinas y coristas, visten como porristas a-superficiales y realizan una animada coreografía con bastones».

## Formatos
| Descarga digital |                                                      |          |  |
| N.º              | Título                                               | Duración |  |
| 1.               | «Give Me All Your Luvin'» (con Nicki Minaj y M.I.A.) | 3:22     |  |

| Descarga digital — Remix |                                                                        |          |  |
| N.º                      | Título                                                                 | Duración |  |
| 1.                       | «Give Me All Your Luvin'» (Party Rock Remix) (con LMFAO y Nicki Minaj) | 4:03     |  |

| Sencillo en CD |                                                                        |          |  |
| N.º            | Título                                                                 | Duración |  |
| 1.             | «Give Me All Your Luvin'» (con Nicki Minaj y M.I.A.)                   | 3:22     |  |
| 2.             | «Give Me All Your Luvin'» (Party Rock Remix) (con LMFAO y Nicki Minaj) | 4:01     |  |

| Descarga digital — Remix EP |                                                        |          |  |
| N.º                         | Título                                                 | Duración |  |
| 1.                          | «Give Me All Your Luvin'» (Laidback Luke Remix)        | 6:06     |  |
| 2.                          | «Give Me All Your Luvin'» (Nicky Romero Remix)         | 5:54     |  |
| 3.                          | «Give Me All Your Luvin'» (Party Rock Remix)           | 4:01     |  |
| 4.                          | «Give Me All Your Luvin'» (Sultan + Ned Shepard Remix) | 5:59     |  |
| 5.                          | «Give Me All Your Luvin'» (Oliver Twizt Remix)         | 4:48     |  |
| 6.                          | «Give Me All Your Luvin'» (Demolition Crew Remix)      | 7:02     |  |

## Posicionamiento en listas y certificaciones
| País (Lista 2012)                       | Mejor posición |
| --------------------------------------- | -------------- |
| Alemania                                | 8              |
| Australia                               | 25             |
| Austria                                 | 11             |
| Bélgica Flandes                         | 5              |
| Bélgica Valonia                         | 3              |
| Brasil (Brasil Hot 100)                 | 26             |
| Brasil (Hot Pop Songs)                  | 7              |
| Canadá                                  | 1              |
| Colombia                                | 14             |
| Corea del Sur                           | 2              |
| Dinamarca                               | 16             |
| Eslovaquia                              | 3              |
| España                                  | 2              |
| Estados Unidos (Adult Pop Songs)        | 33             |
| Estados Unidos (Billboard Hot 100)      | 10             |
| Estados Unidos (Dance Club Songs)       | 1              |
| Estados Unidos (Dance/Mix Show Airplay) | 11             |
| Estados Unidos (Digital Songs)          | 6              |
| Estados Unidos (Latin Pop Songs)        | 26             |
| Estados Unidos (Pop Songs)              | 24             |
| Estados Unidos (Radio Songs)            | 28             |
| Estados Unidos (Rhythmic Songs)         | 33             |
| Finlandia                               | 1              |
| Francia                                 | 3              |
| Grecia                                  | 2              |
| Hungría (Rádiós Top 40 játszási lista)  | 1              |
| Hungría (Single (track) Top 40 lista)   | 2              |
| Irlanda                                 | 11             |
| Israel                                  | 1              |
| Italia                                  | 2              |
| Japón                                   | 3              |
| Luxemburgo                              | 10             |
| México                                  | 6              |
| Nueva Zelanda                           | 29             |
| Países Bajos                            | 2              |
| Polonia                                 | 17             |
| Portugal                                | 4              |
| Reino Unido                             | 37             |
| República Checa                         | 25             |
| Rusia                                   | 9              |
| Suecia                                  | 60             |
| Suiza                                   | 6              |
| Venezuela                               | 1              |

| País (Lista 2012)                      | Posición |
| -------------------------------------- | -------- |
| Bélgica Flandes                        | 85       |
| Bélgica Valonia                        | 47       |
| Canadá                                 | 76       |
| Corea del Sur                          | 33       |
| España                                 | 27       |
| Estados Unidos (Dance Club Songs)      | 41       |
| Francia                                | 58       |
| Hungría (Rádiós Top 40 játszási lista) | 33       |
| Israel                                 | 14       |
| Japón                                  | 22       |
| Polonia                                | 19       |

| País (organismo ceritificador) | Certificaciones | Ventas certificadas |
| ------------------------------ | --------------- | ------------------- |
| Corea del Sur (GAON)           | —               | 339 983             |
| Estados Unidos (RIAA)          | Oro             | 500 000             |
| Italia (FIMI)                  | Platino         | 30 000              |

## Historial de lanzamientos
| País           | Fecha                | Formato                 | Discográfica                                 | Ref.    |
| -------------- | -------------------- | ----------------------- | -------------------------------------------- | ------- |
| Mundial        | 3 de febrero de 2012 | Descarga digital, radio | Live Nation Entertainment Interscope Records |         |
| Estados Unidos | 7 de febrero de 2012 | Top 40/Mainstream radio | Live Nation Entertainment Interscope Records | [ 117 ] |
| Alemania       | 2 de marzo de 2012   | Sencillo en CD          | Universal Music                              | [ 61 ]  |
| Polonia        | 6 de marzo de 2012   | Sencillo en CD          | Universal Music                              | [ 118 ] |
| Reino Unido    | 19 de marzo de 2012  | Sencillo en CD          | Polydor                                      | [ 119 ] |